# 雷德希爾 (新墨西哥州)
雷德希爾（英語：Red Hill）是位於美國新墨西哥州卡特倫縣的鬼鎮。

## 地理
雷德希爾所處的海拔為高於海平面2214米（即7264英呎），而該地所採用的時區為UTC-7，即北美山地时区（MST）。同時該地設有夏令時間，為UTC-7調快一小時，即UTC-6（MDT）。